# Sommersturm
Sommersturm (bra: Tempestade de Verão) é um filme alemão de 2004, dirigido por Marco Kreuzpaintner e roteiro de Marco e Thomas Bahmann.
Tobi e Achim são amigos de infância e o orgulho do clube do remo local. Eles acreditam fortemente que nada seria capaz de atrapalhar a amizade deles. Ansiosos pelo acampamento das férias de verão, onde vão viver mais uma competição de remo, Tobi não imagina que nesse acampamento, situações podem colocar sua perspectiva sobre si mesmo em dúvida, quando um grupo de homossexuais chegam direto de Berlim. Tobi começa a ficar confuso em relação à sua sexualidade e precisa lidar com a nova turma e suas influências. 

## Elenco
- Robert Stadlober como Tobi
- Kostja Ullmann como Achim
- Alicja Bachleda-Curus como Anke
- Miriam Morgenstern como Sandra
- Jürgen Tonkel como Hansi
- Tristano Casanova como Georg
- Marlon Kittel como Leo
- Hanno Koffler como Malte
- Ludwig Blochberger como Oli
- Alexa Maria Surholt como Susanne
- Joseph M'Barek como Ferdinand "Ferdi"

## Trilha Sonora

### Faixas
1. "Blonde on Blonde" — Nada Surf
2. "Shake the Foundation" — Radio 4
3. "Willkommen" — Rosenstolz
4. "Los, Wixen" — Niki Reiser
5. "Auf ins Bergische" — Niki Reiser
6. "We'll Never Know" — Roman Fischer
7. "Maltes Kuss" — Niki Reiser
8. "Flames" — VAST
9. "Verwirrt" — Niki Reiser
10. "Achim" — Niki Reiser
11. "Getaway" — Roman Fischer
12. "Jim's Theme" — Niki Reiser
13. "Coming Out" — Niki Reiser
14. "Catch Me" — Kerosin
15. "We Oh We" — The Hidden Cameras
16. "Crooked Lines" — The Go-Betweens
17. "For Lovers" — Wolfman/Pete Doherty
18. "The Power of Love" — Frankie Goes to Hollywood
19. "Sommersturm" — Niki Reiser
20. "The Summer We Had" — Nova International

Sommersturm teve uma recepção mista por parte da crítica especializada. Possui uma aprovação de 48% com base em 31 críticas no Rotten Tomatoes. Tem 78% de aprovação por parte da audiência, calculada a partir de votos dos usuários do site.